# Kabinett Fallières

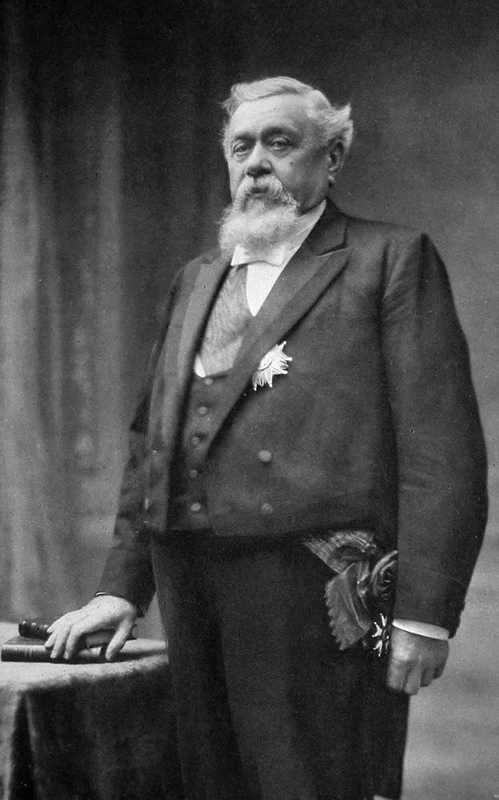
Armand Fallières war von Januar bis Februar 1883 Premierminister Frankreichs sowie zwischen 1906 und 1913 Staatspräsident

Das Kabinett Fallières war eine Regierung der Dritten Französischen Republik. Es wurde am 29. Januar 1883 von Premierminister (Président du Conseil) Armand Fallières gebildet und löste das Kabinett Duclerc ab. Es blieb bis zum 21. Februar 1883 im Amt und wurde daraufhin vom Kabinett Ferry II abgelöst.
Dem Kabinett gehörten Vertreter der Gauche républicaine (GR) und der Union républicaine (UR) an.

## Kabinett
Dem Kabinett gehörten folgende Minister an:
| Amt                                                    | Name                  | Gruppe | Beginn der Amtszeit | Ende der Amtszeit |
| ------------------------------------------------------ | --------------------- | ------ | ------------------- | ----------------- |
| Premierminister                                        | Armand Fallières      | GR     | 29. Januar 1883     | 21. Februar 1883  |
| Außenminister                                          | Armand Fallières      | GR     | 29. Januar 1883     | 21. Februar 1883  |
| Innenminister und Religionsminister                    | Armand Fallières      | GR     | 29. Januar 1883     | 21. Februar 1883  |
| Siegelbewahrer und Justizminister                      | Pierre Paul Devès     | GR     | 29. Januar 1883     | 21. Februar 1883  |
| Finanzminister                                         | Pierre Tirard         | UR     | 29. Januar 1883     | 21. Februar 1883  |
| Minister für öffentlichen Unterricht und schöne Künste | Jules Duvaux          | UR     | 29. Januar 1883     | 21. Februar 1883  |
| Landwirtschaftsminister                                | François de Mahy      | GR     | 29. Januar 1883     | 21. Februar 1883  |
| Minister für öffentliche Arbeiten                      | Anne-Charles Hérisson | GR     | 29. Januar 1883     | 21. Februar 1883  |
| Minister für Post und Telegrafie                       | Louis Adolphe Cochery | GR     | 29. Januar 1883     | 21. Februar 1883  |
| Handelsminister                                        | Pierre Legrand        | GR     | 29. Januar 1883     | 21. Februar 1883  |
| Minister für Marine und Kolonien                       | François de Mahy      | GR     | 29. Januar 1883     | 21. Februar 1883  |
| Kriegsminister                                         | Jean Thibaudin        |        | 31. Januar 1883     | 21. Februar 1883  |

### Unterstaatssekretäre
Dem Kabinett gehörten folgende Sous-secrétaires d’État an:
| Amt                                               | Name              | Gruppe | Beginn der Amtszeit | Ende der Amtszeit |
| ------------------------------------------------- | ----------------- | ------ | ------------------- | ----------------- |
| Premierminister, Innen- und Religionsministerium  | Jules Develle     | UR     | 29. Januar 1883     | 21. Februar 1883  |
| Justiz                                            | François Varambon | UR     | 29. Januar 1883     | 21. Februar 1883  |
| Ministerium für Finanzen                          | Justin Labuze     | GR     | 29. Januar 1883     | 21. Februar 1883  |
| Ministerium für öffentliche Arbeiten              | Charles Baïhaut   | UR     | 29. Januar 1883     | 21. Februar 1883  |
| Ministerium für öffentlichen Unterricht und Kunst | Jules Logerotte   | GR     | 29. Januar 1883     | 21. Februar 1883  |

## Historische Einordnung
Armand Fallières hatte Charles Duclerc abgelöst, weil er eine schärfere Linie als dieser in der Frage des Umgangs mit Mitgliedern ehemaliger regierender Familien einnahm. Er legte einen Gesetzentwurf vor, nach dem eine Ausweisung dieser Personen möglich war. Der Vorschlag wurde von der Abgeordnetenkammer angenommen, aber vom Senat abgelehnt. Daraufhin trat Fallières als Premierminister zurück.